# Racer
Racer — российский производитель мотоциклов, скутеров и мопедов. Отличительными характеристиками марки являются экономичность и простота в обслуживании. Для России и стран СНГ техника Racer собирается в Барнауле на бывшей территории Алтайского Моторного Завода из японских, тайваньских, китайских и российских комплектующих.
В 2016 году Racer занял первое место по продажам среди новых мотоциклов в России, а самой продаваемой в стране моделью стал Racer RC250.
На 2021 год компания производит 18 моделей мотоциклов, 8 моделей скутеров и 6 моделей мопедов.